# Leonardo Orlando
José Leonardo Orlando Arteaga (Portoviejo, 16 de abril de 1975) es un economista y político ecuatoriano que actualmente se desempeña como Prefecto de la provincia de Manabí desde el 14 de mayo de 2019.

## Biografía
Nació en la ciudad de Portoviejo el 16 de abril de 1975. Realizó sus estudios primarios en la Unidad Educativa Cristo Rey de Portoviejo. Mientras que los superiores los llevó a cabo en la Universidad Técnica de Manabí en donde obtuvo el título de economista. Obtuvo una maestría en Administración de Empresas, mención Dirección Financiera por la Universidad de Viña del Mar de Chile y otra en Administración Tributaria y Hacienda Pública por la Universidad Nacional de Educación a Distancia (UNED) de España. Además de contar con un certificado Internacional en Formulación, Gestión y Evaluación de Proyectos, conferido por la Escuela Politécnica Nacional con el aval del BID.

### Carrera profesional
Su carrera profesional comenzaría en 1999 cuando ingresó al Servicio de Rentas Internas (SRI) como pasante. Después fue servidor público del mismo durante más de 17 años. El 15 de febrero de 2016 asumió la Dirección General del SRI hasta mayo de 2018. Por otro lado fue docente universitario de pregrado y postgrado en la Universidad San Gregorio de Portoviejo, Universidad Andina Simón Bolívar Universidad Estatal del Sur de Manabí y Escuela Superior Politécnica del Litoral. De igual modo se desempeñó como consultor en temas económicos y fiscales a nivel nacional e internacional. 
Representó al Ecuador en la 52a Asamblea General que el Centro Interamericano de Administraciones Tributarias (CIAT) realizado en Ottawa, Canadá. Por otra parte fue mejor funcionario público por el Colegio de Economistas.

### Vida política
El 24 de marzo de 2019 resultó electo como prefecto de la provincia de Manabí, tras presentar su candidatura en Elecciones provinciales de Manabí de 2019. Fue posesionado el 14 de mayo del mismo año. El 22 de enero de 2021, fue destituido de su cargo, supuestamente debido a un incumplimiento en obras. No obstante, cuarenta y ocho horas después, la destitución fue revocada al verificar el cumplimiento de las obras por parte de su administración.
Para las elecciones seccionales de 2023 fue reelecto al cargo de prefecto con el 42.8% de los votos.